# Билер, Кристоф
Кристоф Би́лер (нем. Christoph Bieler, род. 28 октября 1977 года в Халль-ин-Тироле) — австрийский двоеборец, олимпийский чемпион, чемпион мира.
В Кубке мира Билер дебютировал в 1997 году, в марте 2006 года одержал свою первую победу на этапе Кубка мира. Всего на сегодняшний момент имеет 6 побед на этапах Кубка мира, 5 в личных соревнованиях и 1 в командных. Лучшим достижением в итоговом зачёте Кубка мира для Билера является 4-е место в сезоне 2006-07.
Принимал участие на Олимпиаде-1998 в Нагано, где занял 4-е место в командных соревнованиях и 19-е в индивидуальной гонке.
На Олимпиаде-2002 в Солт-Лейк-Сити завоевал бронзу в команде, в личных дисциплинах показал следующие результаты: спринт - 16-е место, индивидуальная гонка - 15-е место.
На Олимпиаде-2006 в Турине завоевал золото в командных соревнованиях, в личных видах был 13-м в индивидуальной гонке и 23-м в спринте.
На Олимпиаде-2010 в Ванкувере стал 25-м в турнире на нормальном трамплине + 10 км, и 10-м в соревнованиях на большом трамплине + 10 км.
На Олимпийских играх 2014 года в Сочи стал бронзовым призёром в командном первенстве.
За свою карьеру участвовал в семи Чемпионатах мира (2001, 2003, 2005, 2007, 2009, 2013, 2015), на которых завоевал одну золотую и одну бронзовую медали.
Завершил карьеру после сезона 2014/15.
Использовал лыжи производства фирмы Atomic.